# HTTPS Everywhere
HTTPS Everywhereは、電子フロンティア財団およびThe Tor Projectが共同で開発している、ウェブブラウザでの通信を暗号化されたHTTPS通信に置き換えるオープンソースのブラウザ拡張機能である。HTTPSが普及し、主要なブラウザでHTTPSのみを利用するモードが実装されている現状を受けて、HTTPS Everywhereの開発終了が予定されている。

## 概要
HTTPS Everywhereは、HTTPSに対応していることがわかっているウェブサイトの一覧をもとに、その一覧に含まれるウェブサイトに暗号化されていないHTTPで接続しようとした場合にこれをHTTPSの接続に切り替えることで通信を暗号化し、利用者のセキュリティとプライバシーを向上させる。無料でブラウザにインストールして使用できる。
この拡張機能は日本語に対応している。また、BraveのほかTor BrowserやOnion BrowserおよびTailsにはこの拡張機能が内蔵されている。

## 「すべてのサイトを暗号化」機能
HTTPS Everywhereに搭載されている「すべてのサイトを暗号化」機能は、HTTPSに対応していることがわかっているウェブサイトの一覧に含まれているか否かにかかわらず、強制的にHTTP通信をHTTPS通信に置き換えることを試みる機能である。この機能は初期設定では無効になっている。有効化すると一覧に含まれていないウェブサイトとの通信を暗号化できる可能性が高くなるが、HTTPS通信に対応していないウェブサイトとの通信が失敗する。